# Enrique Teuche
Enrique Abraham Teutsch Solar (16 de marzo de 1894-11 de septiembre de 1981) más conocido como Enrique Teuche, fue un futbolista y entrenador chileno de ascendencia Alemana, que jugaba de mediocampista central.
Fue seleccionado nacional en el Campeonato Sudamericano 1916 y fue el ayudante técnico de Jorge Orth en la selección chilena que asistió al Mundial de 1930.

## Trayectoria

### Futbolista
Empezó a practicar futbol a los 13 años. Se inició jugando en el Colón, un equipo fundado por los exalumnos de la Escuela parroquial de San Rafael y Escuela de Artes que participó en la Asociación “Arturo Prat" y que luego se unió a la liga obrera. Después Luis Zegers lo invitó a unirse a las filas del National Star II.
Después junto con otros jugadores fundaron el Cinco de Abril, inscribiendo al club en la Asociación Santiago. Posteriormente pasó a jugar en el Magallanes Football Club.
Luego volvió al Cinco de Abril que estaba jugando en la Asociación de Football de Santiago, Enrique fue designado capitán del equipo y ayudó en la obtención de la Copa Unión. Se retiró temporalmente del futbol en 1917, se reintegró al futbol y al club un año después.
Después pasó a formar parte del Gimnástico Football Club, logrando con este equipo dos títulos.
Posteriormente regresó al Magallanes, estuvo tres años en el equipo hasta que puso fin a su carrera como futbolista.

### Entrenador
Después de su retiro se preparó para convertirse en entrenador de futbol, fue contratado por la asociación para desempeñarse como el ayudante técnico de Jorge Orth en la selección chilena que participaría en la Copa Mundial de Fútbol de 1930 en Uruguay.
Posterior a eso dirigió al equipo de Maestranza Central.
Fue contratado por la Unión Española para ser el entrenador del equipo en el torneo de Primera División de 1934, fue el primer entrenador contratado por el club y estuvo dos temporadas a cargo del equipo.
Además fue el primer entrenador de Universidad Católica, siendo el encargado de preparar el equipo que disputó una serie de encuentros amistosos frente a equipos semi-profesionales y profesionales de la Asociación de Fútbol de Santiago, al año siguiente fue contratado definitivamente para dirigir al equipo en la Serie B. A mediados de 1937 renunció a su cargo para irse a entrenar a Bolivia.
En 1934 fue el encargado de iniciar el curso de entrenador de fútbol en Santiago de Chile.

## Selección nacional
Fue internacional con la selección chilena entre los años 1913 y 1923, participó en una edición del Campeonato Sudamericano. Disputó diez partidos oficiales, además participó en un partido no oficial, su participación final fue de once partidos.
Fue convocado desde Santiago para integrar el seleccionado que asistiría al primer campeonato sudamericano de futbol, participó en todos los encuentros que disputó Chile en el torneo en el que nuestros colores sufrieron aplastantes derrotas, empatando solo con Brasil. Además disputó los amistosos posteriores al sudamericano.
Luego el entrenador Juan Carlos Bertone lo convocó para unos amistosos ante Argentina. Volvió a ser nominado para una gira de amistosos en Montevideo y Buenos Aires. Durante estas dos ocasiones fue el capitán de Chile.

### Participaciones en el Campeonato Sudamericano
| Torneo                       | Sede      | Resultado    | Partidos |
| ---------------------------- | --------- | ------------ | -------- |
| Campeonato Sudamericano 1916 | Argentina | Cuarto lugar | 3        |
| Total                        | Total     | Total        | 3        |

### Partidos internacionales
| 1     | 21 de septiembre de 1913 | Valparaíso Sporting Club, Viña del Mar, Chile   | Chile      | 0-2 | Argentina | Amistoso                     |
| 2     | 2 de julio de 1916       | Estadio GEBA, Buenos Aires, Argentina           | Uruguay    | 4-0 | Chile     | Campeonato Sudamericano 1916 |
| 3     | 6 de julio de 1916       | Estadio GEBA, Buenos Aires, Argentina           | Argentina  | 6-1 | Chile     | Campeonato Sudamericano 1916 |
| 4     | 8 de julio de 1916       | Estadio GEBA, Buenos Aires, Argentina           | Chile      | 1-1 | Brasil    | Campeonato Sudamericano 1916 |
| 5     | 12 de julio de 1916      | Estadio GEBA, Buenos Aires, Argentina           | Argentina  | 1-0 | Chile     | Amistoso                     |
| 6     | 14 de julio de 1916      | Gran Parque Central, Montevideo, Uruguay        | Uruguay    | 4-1 | Chile     | Amistoso                     |
| 7     | 25 de septiembre de 1921 | Valparaíso Sporting Club, Viña del Mar, Chile   | Chile      | 1-4 | Argentina | Amistoso                     |
| 8     | 2 de octubre de 1921     | Campos de Sports, Santiago, Chile               | Chile      | 1-1 | Argentina | Amistoso                     |
| 9     | 25 de noviembre de 1923  | Estadio Pocitos, Montevideo, Uruguay            | Uruguay    | 2-1 | Chile     | Amistoso                     |
| 10    | 2 de diciembre de 1923   | Estadio Alvear y Tagle, Buenos Aires, Argentina | Argentina  | 6-0 | Chile     | Amistoso                     |
| Total |                          |                                                 | Presencias | 10  |           |                              |

| 1     | 28 de noviembre de 1923 | Estadio Pocitos, Montevideo, Uruguay | Peñarol    | 6-2 | Chile | Amistoso |
| Total |                         |                                      | Presencias | 1   |       |          |

## Clubes

### Como jugador
| Club                     | País  | Año         |
| ------------------------ | ----- | ----------- |
| Cinco de Abril           | Chile | 1911 - 1913 |
| Magallanes Football Club | Chile | 1913 - 1916 |
| Cinco de Abril           | Chile | 1917 - 1920 |
| Gimnástico Football Club | Chile | 1921 - 1922 |
| Magallanes               | Chile | 1923 - 1926 |

### Como entrenador
| Club                 | País  | Año         |
| -------------------- | ----- | ----------- |
| Maestranza Central   | Chile | 1933        |
| Unión Española       | Chile | 1934 - 1935 |
| Universidad Católica | Chile | 1937        |

## Palmarés

### Torneos locales
| Título                   | Club                     | País  | Año  |
| ------------------------ | ------------------------ | ----- | ---- |
| Copa Unión               | Magallanes Football Club | Chile | 1913 |
| Serie A de la Copa Unión | Magallanes Football Club | Chile | 1916 |
| Copa Unión               | Cinco de Abril           | Chile | 1917 |
| Copa Unión               | Gimnástico Football Club | Chile | 1921 |
| Copa República           | Gimnástico Football Club | Chile | 1921 |
| División de Honor        | Magallanes               | Chile | 1926 |